# Marijan Lovrić
Marijan Lovrić (Zagreb, 16. studenog 1915. – Rijeka, 9. listopada 1993.) je bio hrvatski filmski, televizijski i kazališni glumac. 

## Filmografija

### Televizijske uloge
- "Dani AVNOJ-a" kao Božidar Magovac (1983.)
- "Nepokoreni grad" kao Ivan Krndelj (1982.)
- "Marija" kao Magdin muž (1977.)
- "Kapelski kresovi" kao Grintaš (1975.-1976.)
- "Kamiondžije" kao nastavnik povijesti (1973.)
- "Letovi koji se pamte" kao pukovnik avijacije (1967.)

### Filmske uloge
- "Zadarski memento" kao svećenik (1984.)
- "Jahači oluje" kao konobar (1984.)
- "Trojanski konj" kao liječnik (1982.)
- "Tajna Nikole Tesle" kao Milutin Tesla (1980.)
- "Paja i Jare" kao nastavnik povijesti (1973.)
- "Diogeneš" (1973.)
- "Devojka sa Kosmaja" (1972.)
- "Zločin i kazna" kao Arkadije Ivanovič Svidrigajlov (1972.)
- "Sokratova odbrana i smrt" kao Melet (1971.)
- "Nirnberski epilog" kao Rajzman (1971.)
- "Krunisanje" (1970.)
- "Topovska vrata" (1969.)
- "Veli Jože" (1969.)
- "Stubovi društva" kao Hilmar Tensen (1968.)
- "Bekstva" (1968.)
- "Prljave ruke" (1968.)
- "Pakao prije smrti" kao Vax Morano (1968.)
- "Pošalji čoveka u pola dva" (1967.)
- "Jegor Bulićov" (1967.)
- "Kožna jakna" (1966.)
- "Ponoćni gost" (1965.)
- "Posle odmora" (1965.)
- "Oganj" (1964.)
- "Adam i Eva" kao čovjek (1963.)
- "Dvostruki obruč" (1963.)
- "Čovjek i zvijer" kao Rademaher (1963.)
- "Adam i Eva" kao Adam (1963.)
- "Romeo i Đulijeta" (1963.)
- "Trojanskog rata neće biti" kao Odisej (1962.)
- "Kurjak" (1962.)
- "Ne diraj u sreću" kao Sudija (1961.)
- "Nećeš ubijati" kao kapetan (1961.)
- "Zakon rata" kao Ante (1961.)
- "Vojnik sa dva imena" (1961.)
- "Misteriozni Kamić" kao Kamić i njegov dvojnik (1959.)
- "Osma vrata" (1959.)
- "Noći i jutra" kao zapovjednik partizanskog odreda (1959.)
- "H-8" kao Rudolf Knez (1958.)
- "Pogon B" kao predsjednik radničkog savjeta (1958.)
- "Posljednji kolosjek" kao Marko (1956.)
- "Ešalon doktora M." kao Doktor M. (1955.)
- "Hoja! Lero!" kao Dalibor (1952.)
- "Major Bauk" kao Miloš Bauk (1951.)
- "Zastava" kao zapovjednik Petar (1949.)
- "Slavica" kao Marin (1946.)

## Vanjske poveznice
- Marijan Lovrić u internetskoj bazi filmova IMDb-u (engl.)